# Geod
För den etno-religiösa gruppen, se druser.

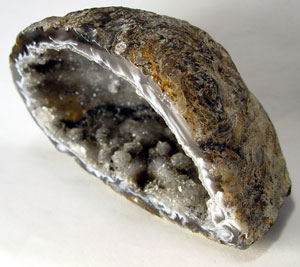
Kluven och polerad geod.

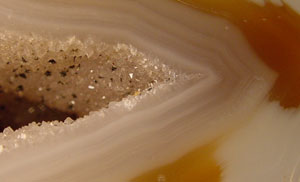
Kluven och polerad geod.

Geoder (grekiska geoides, "jordliknande") är håligheter i främst sedimentära och magmatiska bergarter där olika mineral har fällts ut och bildat separata kristaller och/eller koncentriska ringar. Ansamlingen av utfällda kristaller benämns drus.
Utsidan hos de vanligaste geoderna består av kalksten eller närbesläktade mineral, medan insidan innehåller kvartskristaller och/eller kalcedonavlagringar. Andra geoder är helt fyllda av kristaller, dessa kallas vanligen för noduler.
Håligheterna där geoderna bildas kan vara gasbubblor i vulkaniska bergarter, luftfickor under trädrötter och hålrum i fossil. När magman eller lavan stelnar eller under diagenes hårdnar ytterväggen på hålrummet och mineralsilikater och/eller mineralkarbonater fälls ut på insidan. Kristallernas storlek, form, och färgnyans varierar, vilket gör varje geod unik. Några är klara som kvartskristaller, andra har djupvioletta ametistkristaller. Även agat och kalcedon kan förekomma. Det finns vanligtvis inget sätt att ta reda på vilka kristaller som finns i en geod utan att klyva eller bryta isär den. Geoder är vanliga i vissa bergarter i Brasilien, Namibia, Mexiko och USA (i delstaterna Indiana, Iowa, Missouri, Kentucky och Utah. 
En stor geod upptäcktes i Put-in-Bay, Ohio i början av 1900-talet. Den är ungefär 10 m i diameter och känd som Crystal Cave, och det är möjligt att besöka den på sommarhalvåret. Geoden blev delstaten Iowas statssten 1967.
2000 upptäckte geologer en 1,8 x 1,7 meter och 8 meter lång grotta fylld med kristaller nära Almería, Spanien. Den har troligen skapats under Messiniska salinitetskrisen för 6 miljoner år sedan, när Medelhavet avdunstade och tjocka lager med salter avlagrades.
Geoder och geodklyfter färgas ibland med konstgjorda färger. Geoder med ovanliga färger och osannolika kristallformationer har oftast ändrats i efterhand.